# Всеукраїнська школа онлайн
Всеукраїнська школа онлайн (ВШО) — державна вебплатформа та телевізійна школа дистанційного навчання для школярів 1—11 класів та вчителів. Була започаткована Міністерством освіти і науки України з метою забезпечення рівного, вільного і безоплатного доступу до якісного навчального контенту українським учням та вчителям незалежно від місця перебування (особливо це було актуальним під час епідемії коронавірусу). Перші уроки були проведені 6 квітня 2020 року о 10:00. Вебплатформа також доступна у форматі мобільних застосунків, які можна завантажити в App Store (iOS/iPadOS) та Play Market (Android).

## Загальні відомості
За три роки існування на платформі було розміщено понад 80 курсів, що складаються з більше ніж 4000 уроків, добірки діагностичних тестів та додаткові освітні матеріали. За цей час на платформі було зафіксовано понад три мільйони відвідувачів, а навчальні відео переглядалися понад двадцять сім мільйонів разів.
На платформі «Всеукраїнська школа онлайн» розміщено освітні матеріали, що пройшли експертизу та відповідають державним освітнім стандартам: навчальні відео, конспекти, тести формувального і підсумкового оцінювання. Крім того, на ВШО в учнів є можливість відслідковувати свій навчальний прогрес, діагностувати та надолужувати освітні втрати.
Станом на кінець 2023 року відповідно до Положення про вебплатформу дистанційного навчання «Всеукраїнська школа онлайн» власником платформи є держава в особі МОН. Держатель платформи (МОН) забезпечує:
- розроблення та прийняття нормативно-правових актів щодо функціонування платформи;
- створення, розвиток, модернізацію, ведення, належного функціонування платформи, а також зберігання даних і захист інформації, що розміщується на ній;
- формування експертної ради;
- проведення аналізу і здійснення контролю за якістю функціонування платформи;
- розгляд пропозицій (зауважень) щодо функціонування платформи.

Адміністратором платформи є державна установа «Український інститут розвитку освіти», яка:
- забезпечує функціонування експертної ради;
- за поданням експертної ради ухвалює рішення про наповнення платформи, забезпечення її наповнення освітніми матеріалами, зокрема може бути їх замовником чи ініціатором оприлюднення;
- забезпечує проведення внутрішньої експертизи освітніх матеріалів;
- укладає договори про розміщення, оприлюднення та використання освітніх матеріалів на платформі;
- розробляє освітні матеріали (за потреби);
- ініціює звернення до власників (авторів, розпорядників) освітніх матеріалів із пропозицією їх розміщення на платформі та (в разі потреби) проведення експертизи цих освітніх матеріалів;
- розробляє пропозиції щодо технічної та/або технологічної модернізації платформи (за потреби);
- забезпечує розроблення або оновлення освітніх матеріалів для наповнення платформи (за потреби).

Технічним адміністратором платформи є державна наукова установа «Інститут освітньої аналітики». Технічний адміністратор забезпечує розвиток, модернізацію, адміністрування та функціонування Платформи, що включає:
- технічне та технологічне супроводження Платформи;
- розроблення, створення, модернізацію, забезпечення розвитку, впровадження, супроводження та адміністрування програмного забезпечення платформи;
- надання Адміністратору права доступу до функцій платформи, пов’язаних із адмініструванням освітніх матеріалів і діяльності користувачів;
- забезпечення, за необхідності, аналізу динаміки затребуваності освітніх матеріалів, розміщених на платформі, за кількістю та тривалістю переглядів користувачами вебсторінок платформи загалом і кожного дистанційного курсу;
- придбання апаратних засобів, необхідних для функціонування платформи;
- проведення моніторингу роботи платформи та інформаційних ресурсів, підключених до нього;
- захист платформи, зокрема захист інформації, персональних даних, апаратного та програмного забезпечення, захист від несанкціонованого доступу, незаконного використання, копіювання, спотворення, знищення даних, що розміщені на платформі;
- проведення навчання щодо наповнення платформи, надання інформаційної підтримки щодо порядку користування нею;
- розгляд пропозицій (зауважень) щодо функціонування платформи та надання відповідних пропозицій Держателю.

Технічний адміністратор здійснює за дорученням Держателя інші заходи щодо функціонування Платформи.
Ініціатором оприлюднення освітніх матеріалів на ВШО може бути будь-яка фізична/юридична особа, яка звертається до Адміністратора з листом (пропозицією) щодо оприлюднення освітніх матеріалів на Платформі. Серед ініціаторів оприлюднення освітніх матеріалів на ВШО є:
- Дитячий фонд ООН ЮНІСЕФ Україна;
- Громадська спілка «Освіторія»;
- Рада міжнародних наукових досліджень та обмінів;
- Проєкт SURGE «Супровід урядових реформ в Україні»;
- Благодійний фонд «Katalyst Education»;
- Goethe-Institut Україна;
- Український центр оцінювання якості освіти;
- Громадська організація «ЕдКемп Україна» та ін.

## Історія
6 квітня 2020 року, під час епідемії COVID 19, на YouTube-каналі МОН та ще на п’ятнадцяти телеканалах та медіаресурсах розпочалася трансляція телеуроків для учнів 5-11 класів. Уроки телепроєкту «Всеукраїнська школа онлайн» були записані за ініціативи Міністерства освіти і науки України українськими вчителями у Новопечерській школі Києва за участю українських зірок — телеведучих, співаків та музикантів, акторів, спортсменів та ін.
11 грудня 2020 року Міністерство освіти та науки України спільно з Міністерством цифрової трансформації України та Українським інститутом розвитку освіти запустили вебплатформу дистанційного навчання «Всеукраїнська школа онлайн», яку було створено Громадською спілкою «Освіторія» за підтримки швейцарсько-українського проєкту DECIDE, який виконується Консорціумом ГО DOCCU та PH Zurich.
З метою покращення доступності навчального контенту для широкого загалу користувачів, в тому числі для дітей з особливими освітніми потребами, Дитячий фонд ООН (UNICEF Ukraine) долучився до організації навчань для авторів уроків та забезпечив експертний супровід з питань інклюзивності.
Вже на початку березня 2022 року, після повномасштабного вторгнення, у більшості областей України було відновлено освітній процес: за дорученням МОН було створено «Всеукраїнський розклад онлайн», який складався, переважно, на основі уроків ВШО.

## Формат
Уроки для школярів із 5 по 11 клас проводять 40 учителів, ведучі та співаки. Уроки можна дивитися на телеканалах, YouTube чи Facebook.
За кожним класом закріплений конкретний телеканал:
- 5-й клас — ПлюсПлюс та 112 Україна
- 6-й клас — ZOOM та NewsOne
- 7-й клас — Zik та 5 канал
- 8-й клас — Індиго та УНІАН
- 9-й клас — Рада та Суспільне Культура (раніше UA: Культура)
- 10-й клас — Перший (раніше UA: Перший)
- 11-й клас — М1, Дім (раніше Дом) та 24 регіональні телеканали.

## Відзнаки
У червні 2021 року освітня вебплатформа «Всеукраїнська школа онлайн» увійшла у топ-30 проєктів незалежної України за версією LIGA.net. До прикладу, до цього переліку також увійшли:  
- впровадження безвізового режиму між Україною і Європейським Союзом,
- створення «саркофагу» над четвертим енергоблоком Чорнобильської атомної станції,
- проєкт ракетного комплексу  «Вільха» – першої за роки незалежності України вдалої спроби створити далекобійний ракетний комплекс,
- створення онлайн-платформи публічних закупівель Prozorro,
- Антарктична станція «Академік Вернадський» та ін.

## Критика
Учителями під час відео-уроків першого ж дня було зроблено кілька помилок, які набули розголосу в інтернеті:
- Війна Івана Грозного з Ліванським орденом (замість Лівонського) — історія
- Антарктичні білі ведмеді (замість арктичних) — географія
- Атлантичний океан біля берегів Австралії (замість Індійського) — географія
- 30,2 — 2,2 = 18 під час розв'язування задачі (замість 28) — математика